# Chen Yi (compositrice)
Chen Yi (Guangzhou, 4 aprile 1953) è una compositrice e violinista cinese naturalizzata statunitense di musica classica contemporanea.
È stata la prima cinese a ricevere un Master of Arts (MA) in composizione musicale dal Conservatorio Centrale di Musica di Pechino. Nel 2006 è stata finalista del Premio Pulitzer per la musica per la sua composizione Si Ji (Quattro stagioni), ed ha ricevuto premi dalla Koussevistky Music Foundation e dall'American Academy of Arts and Letters (Lieberson Award), oltre a borse di studio della Fondazione Guggenheim e del National Endowment for the Arts. Nel 2010 le è stato conferito un dottorato onorario dalla New School e nel 2012 è stata insignita della Brock Commission dall'American Choral Directors Association. È stata eletta all'American Academy of Arts and Letters nel 2019.

## Biografia
Chen ha vissuto per molti anni a New York e ha studiato composizione con Chou Wen-chung e Mario Davidovsky alla Columbia University, ottenendo un DMA con lode. Suo marito è il compositore Zhou Long. Sia Chen che Zhou sono professori di composizione presso il Conservatorio di musica e danza dell'Università del Missouri-Kansas City.
Oltre a un gran numero di opere orchestrali, Chen ha anche dato molti contributi al repertorio corale e a quello della musica da camera, comprese opere scritte per strumenti tradizionali cinesi. Le opere di Chen sono pubblicate dalla Theodore Presser Company.

## Opere

### Soliste
- Ba Ban, per pianoforte (1999)
- Bamboo Dance, per pianoforte (2014)
- Duo Ye, per pianoforte (2000)
- Guessing, per pianoforte (2000)
- Ji-Dong-Nuo, per pianoforte (2007)
- Jing Marimba, per marimba (2010)
- Memory, violoncello (2011)
- Memory, per flauto (2011)
- Memory, per violino (2011)
- Monologue (Impressioni su 'The True Story Of Ah Q'), sassofono alto non accompagnato (2000)
- Monologue (Impressioni su 'The True Story of Ah Q'), clarinetto in si bemolle non accompagnato (2000)
- Northern Scenes, per pianoforte (2015)
- Percussion Concerto, per percussioni e pianoforte (1998)
- Points, per pipa
- Shuo Chang, per chitarra (2014)
- Singing in the Mountain, per pianoforte (2005)
- Two Chinese Bagatelles, pianoforte per bambini (2000)
- Variations on "Awariguli", per pianoforte (2011)

### Ensemble da camera (2 interpreti)
- Bright Moonlight, per voce e pianoforte (2004)
- China West Suite, per due pianoforti
- China West Suite, per marimba e pianoforte (2009)
- Ancient Dances, per pipa e percussioni
- Meditation, due canzoni per voce e pianoforte (2006)
- Chinese Ancient Dances, per clarinetto in si bemolle e pianoforte (2006)
- Chinese Ancient Dances, per sassofono soprano e pianoforte (2006)
- Three Bagatelles from China West, per clarinetto in si bemolle (o in mi bemolle) e pianoforte (2009)
- Fisherman's Song, per violino e pianoforte (1999)
- The Golden Flute, flauto e pianoforte (1999)
- Happy Tune (III. Dou Duo da 'Three Bagatelles'), per due violoncelli
- Romance and Dance, per violino e pianoforte (2001)
- Eight Visions, una nuova antologia per flauto e pianoforte (2009)
- From Old Peking Folklore, per violino e pianoforte (2009)
- Three Bagatelles from China West, duetto per flauto e pianoforte
- Seven Muses, un'antologia contemporanea per flauto e pianoforte (1986)
- The Soulful and The Perpetual, per sassofono anto e pianoforte (2013)
- Three Bagatelles from China West, per flauto e chitarra
- Three Bagatelles from China West, per contrabbasso e pianoforte
- Romance of Hsiao and Ch'In, per violoncello e pianoforte (2001)
- Three Bagatelles from China West, per violino e violoncello
- Ox Tail Dance (No. 1 da Chinese Ancient Dances), per corno e pianoforte (2006)
- Three Bagatelles from China West, per flauto e clarinetto in si bemolle
- Three Bagatelles, per guanzi and sheng

### Ensemble da camera (3 o più interpreti)
- As in a Dream, per violino, violoncello e soprano
- As in a Dream, per soprano, pipa e zheng
- As Like A Raging Fire, per flauto, clarinetto, violino, violoncello e pianoforte
- At the Kansas City Chinese New Year Concert, per quartetto d'archi
- Blue Dragon Sword Dance (da "At the Kansas City Chinese New Year Concert"), per quartetto d'archi
- Burning, per quartetto d'archi (2004)
- Chinese Fables, per erhu, pipa, violoncello e percussioni
- Eleanor's Gift, per violoncello, percussioni e pianoforte
- Feng, per quintetto a fiato
- Fiddle Suite, per huqin e quartetto d'archi
- From the Path of Beauty, per quartetto d'archi
- The Han Figurines, per violino, clarinetto in si bemolle, sassofono tenore, contrabbasso, pianoforte e percussioni
- Happy Rain On A Spring Night, per flauto, clarinetto, violino, violoncello e pianoforte
- Joy of the Reunion, per oboe, violino, viola e contrabbasso
- Near Distance, per ensemble da camera
- Night Thoughts, per flauto, violoncello e pianoforte (2004)
- Ning, per violino, violoncello e pipa
- Not Alone, per quartetto di sassofoni (2017)
- Qi, per flauto, violoncello, percussioni e pianoforte
- Septet, per erhu, pipa, percussioni e quartetto di sassofoni
- Shuo, per quartetto d'archi
- Song In Winter, per di, zheng e arpicordo
- Song In Winter, per flauto, zheng, pianoforte e percussioni
- Sound of the Five, per violoncello e quartetto d'archi
- Sparkle (Ottetto), per flauto (doppio piccolo), clarinetto in mi bemolle, due percussionisti, pianoforte, violino, violoncello e contrabbasso
- Suite for Cello and Chamber Winds
- Three Dances from China South, per dizi, erhu, pipa e zheng
- Tibetan Tunes, per trio di pianoforti (2008)
- Tunes From My Home, trio per violino, violoncello e pianoforte
- Woodwind Quintet
- Woodwind Quintet No. 3 (Suite da China West for Woodwind Quintet)
- Wu Yu, per flauto, clarinetto, fagotto, percussioni, violino e violoncello
- Wu Yu, per flauto, clarinetto, oboe, violino, viola, violoncello e contrabbasso
- Xian Shi, per viola, pianoforte e percussioni
- YangKo, per violino e due percussionisti

### Vocali/Corali
- Angel Island Passages, per coro di voci bianche e quartetto d'archi
- Arirang, per coro a cappella (1999)
- The Bronze Taotie (Movement 1 da "From The Path Of Beauty"), per coro misto
- Capriccio, per coro, percussioni e organo
- Chinese Mountain Songs, per triplo coro a cappella (2002)
- Chinese Poems, per coro (2000)
- Distance Can't Keep Us Two Apart, per coro a cappella (2012)
- From the Path of Beauty, per coro e quartetto d'archi
- A Horseherd's Mountain Song (da "Two Chinese Folk Songs"), per coro a cappella (2006)
- I Hear The Siren's Call, per coro a cappella (2013)
- Know You How Many Petals Falling?, per coro a cappella (2003)
- Landscape, per coro a cappella (2004)
- Let's Reach A New Height, per coro a cappella (2013)
- Looking At The Sea, per coro a cappella
- Sakura, Sakura, per coro a cappella (1999)
- A Set Of Chinese Folk Songs, per coro maschile
- A Set Of Chinese Folk Songs (Volume 1), per coro e pianoforte opzionale (1994)
- A Set Of Chinese Folk Songs (Volume 2), per coro e pianoforte opzionale (1994)
- A Set Of Chinese Folk Songs (Volume 3), per coro e pianoforte opzionale (1998)
- Shady Grove, per coro a cappella (2004)
- A Single Bamboo Can Easily Bend (From "Two Chinese Folk Songs"), per coro a cappella (2006)
- Spring Dreams, per coro a cappella (1999)
- Spring Rain, per coro a cappella (2011)
- Tang Poems, per coro maschile a cappella
- To The New Millennium, per soprano, mezzosoprano e coro a cappella (2002)
- Two Chinese Folk Songs (1. The Flowing Stream, 2. The Sun Is Rising With Our Joy), per coro
- The West Lake, per coro a cappella (2004)
- With Flowers Blooming, per coro a cappella (2011)
- Written On A Rainy Night (da Tang Poems), per coro a cappella (1995)
- Written On A Rainy Night, per coro maschile a cappella
- Xuan, per coro a cappella (2002)

### Coro e ensemble
- Chinese Myths Cantata
- Early Spring, per coro misto e ensemble da camera
- From the Path of Beauty, per coro misto e quartetto d'archi
- KC Capriccio, per ensemble di fiati e coro misto
- A Set of Chinese Folk Songs, per coro e archi per bambini
- Tang Poems Cantata, per coro e orchestra da camera

### Orchestra
- Blue, Blue Sky, per grande orchestra (2012)
- Caramoor's Summer, per orchestra da camera (2014)
- Celebration, per grande orchestra (2014)
- Duo Ye, per orchestra da camera (1985)
- Duo Ye No. 2, per orchestra (1987)
- Faith and Perseverance, per grande orchestra
- Fountains Of KC, per grande orchestra (2011)
- Ge Xu (Antifona), per grande orchestra (2014)
- Jing Diao, per grande orchestra (2011)
- The Linear, per grande orchestra (1994)
- Momentum, per grande orchestra (1998)
- Mount a Long Wind, per grande orchestra (2010)
- Overture, per orchestra giovanile (2008)
- Prelude and Fugue, per orchestra da camera (2009)
- Prospect Overture, per grande orchestra (2008)
- Rhyme of Fire, per grande orchestra (2008)
- Shuo, per orchestra d'archi (1994)
- Si Ji (Four Seasons), per grande orchestra (2005)
- Sprout, per orchestra d'archi (1986)
- Symphony No. 4 "Humen 1839", per grande orchestra (2009)
- Symphony No. 2, per grande orchestra (1993)
- Symphony No. 3, per grande orchestra (2003–04)
- Tone Poem, per orchestra da camera
- Tu, per orchestra

### Orchestra con solista/i
- The Ancient Beauty
- The Ancient Chinese Beauty, per flauti dolci e orchestra d'archi
- Ba Yin (The Eight Sounds), per quartetto di sassofoni e orchestra d'archi
- Ballad, Dance and Fantasy, per violoncello e orchestra
- Chinese Folk Dance Suite, per violino e orchestra
- Chinese Rap, per violino e orchestra
- Concerto for Reeds, per oboe, sheng e orchestra da camera
- Dunhuang Fantasy, concerto per organo ed ensemble da camera a fiati
- Eleanor's Gift, per violoncello e orchestra
- Fiddle Suite, per huqin e orchestra
- Fiddle Suite, per huqin e orchestra d'archi
- Four Spirits, concerto per pianoforte e orchestra
- The Golden Flute, concerto per flauto e orchestra
- Percussion Concerto, per percussioni e orchestra
- Piano Concerto
- Romance and Dance, per due violini solisti e orchestra d'archi
- Romance of Hsiao and Ch'in (primo movimento di "Romance and Dance"), per due violini e orchestra d'archi
- Southern Scenes, doppio concerto per flauto, pipa e orchestra
- Spring in Dresden, per violino e orchestra
- Suite for Cello and Chamber Winds
- Xian Shi, per viola e orchestra

### Gruppi/Ensemble di fiati
- Ba Yin (The Eight Sounds), per quartetto di sassofoni e ensemble di fiati
- Dragon Rhyme, per banda sinfonica
- Spring Festival, per banda sinfonica
- Suite From China West, per ensemble di fiati
- Tu, per ensemble di fiati
- Wind, per ensemble di fiati